# Перелонг-Абос
Перело́нг-Або́с (фр. Peyrelongue-Abos) — коммуна во Франции, находится в регионе Аквитания. Департамент — Атлантические Пиренеи. Входит в состав кантона Тер-де-Люи и Кото-дю-Вик-Бий. Округ коммуны — По.
Код INSEE коммуны — 64446.

## География
Коммуна расположена приблизительно в 640 км к югу от Парижа, в 165 км южнее Бордо, в 26 км к северо-востоку от По.
На востоке коммуны протекает река Пети-Леес.

### Климат
Климат тёплый океанический. Зима мягкая, средняя температура января — от +5°С до +13°С, температуры ниже −10 °C бывают редко. Снег выпадает около 15 дней в году с ноября по апрель. Максимальная температура летом порядка 20-30 °C, выше 35 °C бывает очень редко. Количество осадков высокое, порядка 1100 мм в год. Характерна безветренная погода, сильные ветры очень редки.

## Население
Население коммуны на 2010 год составляло 146 человек.
| 1962 | 1968 | 1975 | 1982 | 1990 | 1999 | 2010 |
| ---- | ---- | ---- | ---- | ---- | ---- | ---- |
| 156  | 134  | 125  | 142  | 124  | 120  | 146  |

## Администрация
| Период | Период | Фамилия       | Партия | Примечания |
| ------ | ------ | ------------- | ------ | ---------- |
| 1995   | 2001   | Венсан Дабади |        |            |
| 2001   | 2020   | Пьер Армо     |        |            |

## Экономика
В 2010 году среди 85 человек трудоспособного возраста (15-64 лет) 68 были экономически активными, 17 — неактивными (показатель активности — 80,0 %, в 1999 году было 77,8 %). Из 68 активных жителей работали 59 человек (33 мужчины и 26 женщин), безработных было 9 (2 мужчин и 7 женщин). Среди 17 неактивных 1 человек был учеником или студентом, 11 — пенсионерами, 5 были неактивными по другим причинам.

## Достопримечательности
- Церковь Св. Андрея (XI век)[4]
- Церковь Св. Мартина (XVIII век)[5]

## Фотогалерея
- Перелонг-Абос
- Церковь Св. Андрея
- Мэрия
- Зал
- Военный мемориал